# Leininger-Gymnasium

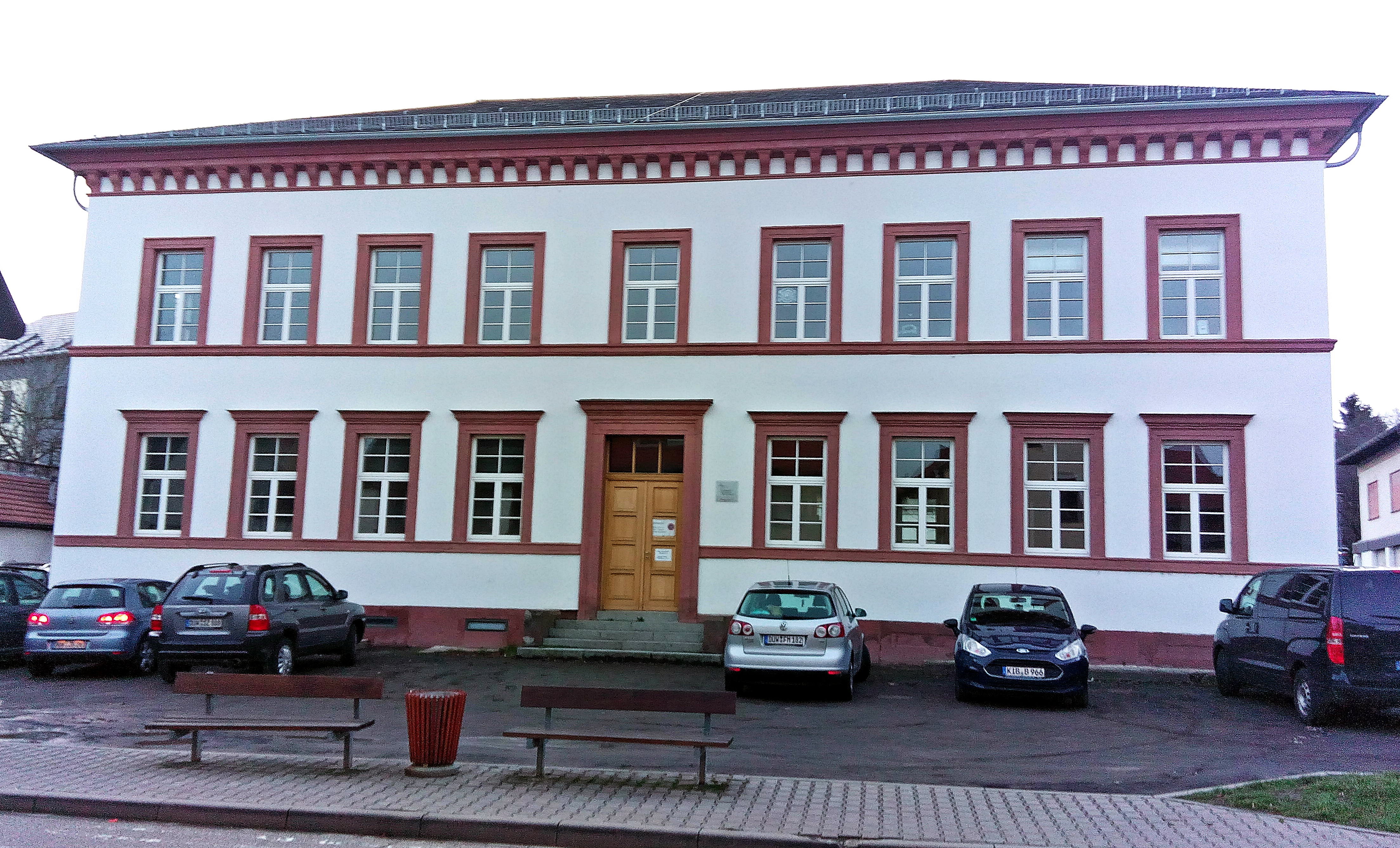
Alte Lateinschule Grünstadt, Schulgebäude von 1834 bis 1960

Das Leininger-Gymnasium ist ein allgemeinbildendes Gymnasium in Grünstadt. Es geht ursprünglich auf die Höninger Lateinschule zurück und gilt als eine der ältesten Schulen Deutschlands und als eines der ältesten Gymnasien von Rheinland-Pfalz.

## Geschichte
1729 wurde die alte Höninger Lateinschule des Klosters Höningen, welche 1630 während der Wirren des Dreißigjährigen Krieges untergegangen war, als Lateinschule aus dem Vermögen der Klosterschaffnerei Höningen in Grünstadt neu gegründet und 1752 in ein Gymnasium umgewandelt. 1802 wurde das Gymnasium Grünstadt in eine École Secondaire im Département du Mont-Tonnerre mit Sitz in Grünstadt umgewandelt. 1811 erhielt die École Secondaire den Titel Collège. Nach dem Ende der Napoleonischen Herrschaft wurde das Collège wieder zum Gymnasium. Von 1819 bis 1938 firmierte die Schule offiziell als bayerisches Progymnasium. Von 1933 bis 1945 wurde die Lateinschule als Oberschule geführt. Ab 1945 wurde die Schule erst Realschule, ab 1950 dann Progymnasium. 1962 erfolgte die Umwandlung in ein Vollgymnasium.
Unter Schulrektor Heinrich Dittmar errichtete man 1832/34 in der Grünstadter Neugasse, am Platz des bisherigen ersten Schulhauses von 1729, ein neues Schulgebäude, das 1836 um einen Stock erhöht wurde. Es ist die sogenannte „Alte Lateinschule“ (Neugasse 17), ein repräsentatives Gebäude im Stil des Spätklassizismus, das man erst 1960, zugunsten der jetzigen Anlage im Kreuzerweg, als Schulsitz aufgab. Entworfen wurde es vom Architekten Johann Bernhard Spatz, von dem das heutige Erdgeschoss stammt, den Plan zur Aufstockung lieferte 1836 Kreisbauschaffner Foltz.

## Besonderheiten
Im 19. Jahrhundert galt der Französischunterricht als eine der Besonderheiten der Schule, wobei dies schon auf die vorrevolutionären „Französischmeister“ an der Lateinschule Grünstadt zurückging. Seit 1995 gibt es einen musikalischen Schwerpunkt an der Schule. Des Weiteren existiert seit 2005 der Schwerpunkt Naturwissenschaften und seit 2011 ist das Gymnasium MINT-EC-Schule. Das Gymnasium ist als „Netzwerkschule der RPTU“ im Verbund mit der Rheinland-Pfälzischen Technischen Universität (RPTU) am Standort Kaiserslautern und kooperiert im Bereich der MINT-Fächer.
Das Gymnasium besitzt bis heute einen Schulwald im zehn Kilometer entfernten Höningen, der aus dem Besitz des Klosters Höningen stammt, von da an die Höninger Lateinschule überging und schließlich ihrer Nachfolgeschule in Grünstadt, dem heutigen Leininger-Gymnasium zufiel. Er wurde 1826 mit Grenzsteinen versehen, welche die Buchstaben „PG“ (= Progymnasium Grünstadt) aufweisen.

## Bekannte Schüler

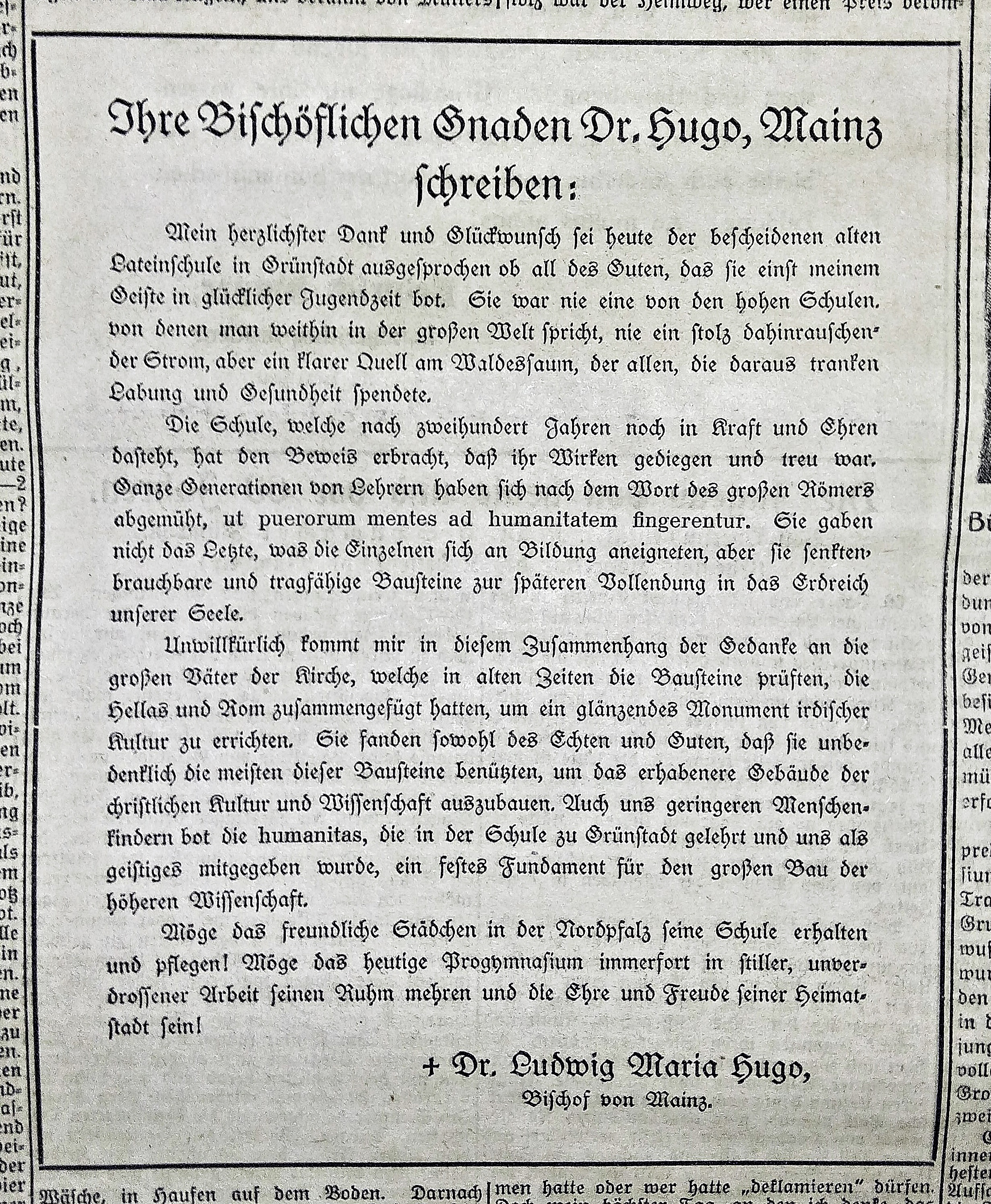
Glückwunschadresse des Mainzer Bischofs Ludwig Maria Hugo (ehem. Schüler der Anstalt) zum 200. Gründungsjubiläum, Grünstadter Zeitung, 1929

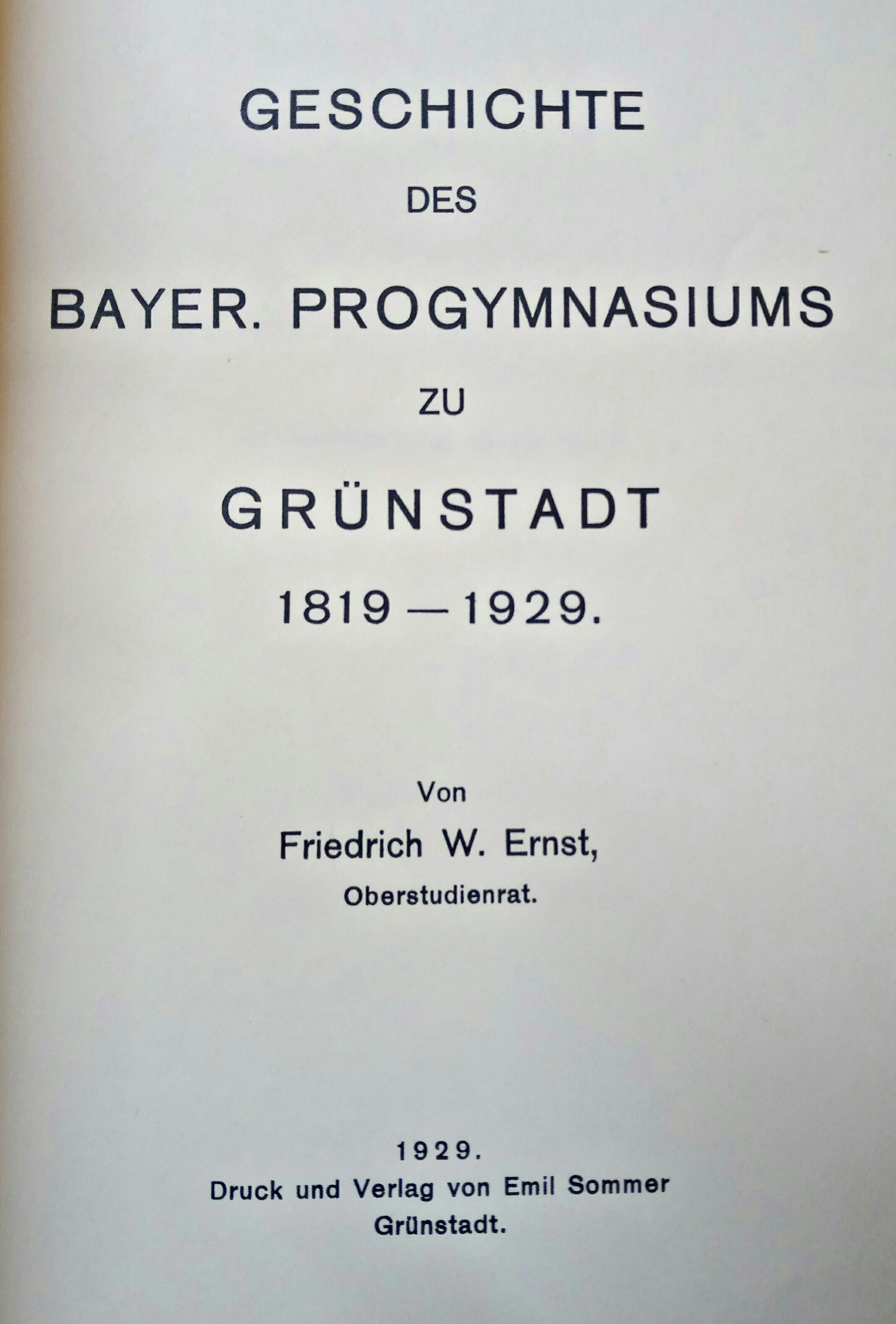
Jubiläumsbuch von Schulleiter Friedrich Ernst, 1929

- Johann Friedrich Abegg (1765–1840), Pfarrer und Theologieprofessor in Heidelberg[10]
- Paul Bertololy (1892–1972), Arzt und Schriftsteller[11]
- Theodor Bickes (1868–1933), Politiker der DVP, Landtags- und Reichstagsabgeordneter[12]
- Adolf Boyé (1869–1934), Staatssekretär, deutscher Gesandter in Peking[13]
- Axel Bronstert (* 1959), Professor für Hydrologie und Klimatologie an der Universität Potsdam
- Johann Christian Eberle (1869–1937), Finanzexperte, sächsischer Landtagsabgeordneter[14]
- Jakob von Fitting (1831–1898), Jurist, Reichsrat der Krone Bayerns[15]
- Karl Foltz (1865–1961), kath. Priester, Dekan und Prälat[16]
- Anton Foohs (1871–1940), kath. Priester, Päpstlicher Geheimkämmerer[17]
- Max Freudenthal (1868–1937), Landesrabbiner von Anhalt, Autor, Historiker des Judentums (der Vater Benjamin Freudenthal war hier Lehrer)[18]
- Peter Fries (1820–1851), Politiker und Revolutionär
- Heinrich Gebhardt (1885–1939), Berufsoffizier, Konteradmiral[19]
- Karl Gustav Geib (1808–1864), Jurist, Professor in Tübingen, Lehrer König Otto I. von Griechenland[20]
- Ludwig von Gienanth (1767–1848), Industrieller, bayerischer Reichsrat
- Christian Heinrich Gilardone (1798–1874), Dichter; Neffe von Friedrich Müller, dem berühmten Maler Müller
- Gustav Hatzfeld (1851–1930), Polizeichef von Ludwigshafen am Rhein.
- Theodor von Haupt (1782–1832), Jurist und Schriftsteller
- Carl Christian Heubach (1769–1797), Pädagoge und Altphilologe
- Theodor Hilgard (1790–1873), Jurist[21]
- Hieronymus Hofer (1815–1890), evangelischer Pfarrer, Sozialreformer
- Ludwig Maria Hugo (1871–1935), 1921–1935 Bischof von Mainz, energischer Kämpfer gegen den Nationalsozialismus.
- Heinrich Janson (1869–1940), Reichstagsabgeordneter DVP[22]
- Karl Philipp Kayser (1773–1827), Klassischer Philologe, Professor an der Universität Heidelberg
- Peter Köstler (1805–1870), Domkapitular in Speyer[23]
- Arthur Kullmer (1896–1953), Berufsoffizier, General der Infanterie[24]
- Friedrich Christian Laukhard (1757–1822), deutscher Schriftsteller
- Carl Leonhard (1848–1930), Direktor der Heidelberger Portland-Zement-Fabrik, als ehemaliger Grünstadter Schüler, Wohltäter der Stadt
- Ernst Ludwig Leyser (1896–1973), ranghoher Politiker der NSDAP
- Johann Adam Mann (1821–1886), Bayerischer Landtagsabgeordneter aus Lautersheim[25][26]
- Josef Massenez (1839–1923), Ingenieur und Industrieller[27]
- Nicole Mayer-Ahuja (* 1973), Arbeitssoziologin, Professorin an der Universität Göttingen und Direktorin des Soziologischen Forschungsinstituts e. V. (SOFI)
- Emil Mehle (1868–1960), Unternehmer, Fabrikant für Aktenordner und Büro-Registraturartikel in Göttingen[28]
- Friedrich Hermann Moré (1812–1880), Revolutionär und späterer Bahnbeamter
- Friedrich Müller (1865–1941), Ingenieur, Professor für Papierfabrikation an der TH Darmstadt[29]
- Friedrich August von Pauli (1802–1883), Bauingenieur im Eisenbahnwesen[30]
- Johann Pfannebecker (1808–1882), Jurist und Reichstagsabgeordneter aus Flomborn
- Karl Rösener (1879–1956), Professor, Arzt und Tropenmediziner.
- Jakob Schlesinger (1792–1855), Maler, Professor und Generalrestaurator an den königlichen Museen zu Berlin.[31]
- Jakob Schwalb (1872–1934), kath. Priester, Dekan und NS-Opfer[32]
- Friedrich Seltsam (1844–1887), Unternehmer und Erfinder
- Eugen Sommer (1876–1961), Verleger[33]
- Emil Sommer (1885–1936), hauptamtlicher Bürgermeister der Stadt Treuchtlingen, NS-Opfer.[34]
- Karl-Heinz Spieß (* 1948), Historiker
- Hans Stempel (1894–1970), ev. Geistlicher, Kirchenpräsident der Pfälzischen Landeskirche[35]
- Ludwig von Stempel (1850–1917), Architekt[36]
- Anton Straub (1852–1931), Jesuit, Professor der Dogmatik in Innsbruck[37]
- Carl Christian Tenner (1791–1866), Lyriker
- Philipp Umbscheiden (1816–1870), Jurist, Abgeordneter in der Frankfurter Nationalversammlung
- Friedrich Wambsganß (1886–1979), Lehrer, NSDAP-Gauleiter und Synodalpräsident der Pfälzischen Landeskirche[38]
- Georg Valentin Wambsganß (1879–1942), ev. Geistlicher, NS-Gegner[39]
- Tobias Weber (1892–1963), Landtagsabgeordneter Rheinland-Pfalz, Landtagsvizepräsident
- Klaus Wagner (* 1961), Bürgermeister von Grünstadt seit 2010
- Fred Zutavern (1851–1926), Unternehmer und Abgeordneter im Repräsentantenhaus von Kansas, Mäzen der Stadt Grünstadt

## Bekannte Lehrkräfte
- Theodor Rhodius (um 1572–1625), Späthumanist, Dichter, von 1595 bis 1601 Lehrer an der Höninger Lateinschule
- Johannes Herrenschneider (1723–1802), Theologe und Pädagoge, 1752 als Rektor der Grünstadter Lateinschule belegt.[40]
- David Christoph Seybold (1747–1804), Pädagoge, Theologe, Dichter, Professor für klassische Literatur an der Universität Tübingen, 1776–1779 Rektor des Gymnasiums Grünstadt
- Karl Christian Heyler (1755–1823), Pädagoge, Altphilologe, Publizist und Fachautor, 1779–1789 Rektor des Gymnasiums Grünstadt
- Friedrich Christian Matthiä (1763–1822), war Pädagoge, Altphilologe und wissenschaftlicher Buchautor, 1789–1793 Rektor des Grünstadter Gymnasiums
- Carl Christian Heubach (1769–1797), Pädagoge, Altphilologe und Konrektor in Grünstadt
- Heinrich Dittmar (1792–1866), Pädagoge, Schüler von Johann Heinrich Pestalozzi, 1827–1852 Rektor der Grünstadter Lateinschule
- Bernhard Würschmitt (1788–1853), kath. Stadtpfarrer und Bildhauer, Religionslehrer[41]
- Heinrich Wilhelm David Heman (1793–1873), jüdischer Konvertit, evangelischer Missionar, Mathematik- und Reallehrer, 1834–1843
- Karl Georg Leonhard Hollensteiner (1810–1871), Lehrer von 1837 bis 1842
- Gottlob Dittmar (1839–1891), Pädagoge und Autor, ab 1862 Lehrer
- Friedrich Ernst (1874–1943), Rektor der Schule, Heimatforscher, Autor, 1927 bzw. 1929 Verfasser einer Geschichte des Gymnasiums Grünstadt
- Hans Feßmeyer (1886–1956), Lehrer, Heimatforscher, Autor, Verfasser einer Stadtgeschichte von Grünstadt
- Emil Straus (1899–1985), 1921–1923 Lehrer am Progymnasium, 1938 Ausbürgerung wegen jüdischer Abstammung, ab 1947 Kultusminister des Saarlandes, von 1952 bis 1955 saarländischer Gesandter in Paris.
- Heinz Itzerott (1912–1983), deutscher Naturwissenschaftler (Biologie)[42]